# Cyclophora magnocellata
Cyclophora magnocellata là một loài bướm đêm trong họ Geometridae.